# Conrado de Wittelsbach
Conrado de Wittelsbach (ca. 1120/1125 – 25 de octubre de 1200) fue Arzobispo de Maguncia (como Conrado I) y ArchicanciIler de Alemania del 20 de junio de 1161 a 1165 y desde 1183 a su muerte. Fue también cardenal de la Iglesia católica.
Hijo de Otto IV, Conde de Wittelsbach, y hermano de Otón I de Baviera, estudió en Salzburgo y París. En el Concilio de Lodi en 1161, Federico I le nombró arzobispo de Maguncia para poner fin al cisma existente entre Rodolfo de Zähringen y Christian I por la sede. En ese mismo concilio, Barbarroja nombró al antipapa Víctor IV frente a Alejandro III. Después de la muerte de Víctor en 1164, Reinaldo de Dassel, arzobispo de Colonia, escogió como antipapa a Pascual III en Luca. Conrado se negó a apoyar al nuevo antipapa y cayó en desgracia ante Federico. Huyó a Francia y después a Roma en 1165, y su sede fue otorgada a Christian von Buch, aunque el papa Alejandro III aún le reconocía como el legítimo titular. El 18 de diciembre, el papa le nombró cardenal sacerdote de San Marcello al Corso y luego cardenal obispo de Sabina, y posteriormente, obispo de Sora en Campania. Conrado huyó antes de que Christian I tomara Roma con un ejército imperial.
Por el Tratado de Venecia de 1177, el papa fue obligado a reconocer a Christian como legítimo arzobispo de Maguncia, pero Conrado recibió en compensación la archidiócesis de Salzburgo (como Conrado III). Conrado, sin embargo, siempre se consideró el legítimo arzobispo de Maguncia. A la muerte de Christian en 1183, Conrado pudo recuperar sus responsabilidades archiepiscopales en Maguncia, que en 1160 había sido privada por el emperador de sus fueros por el asesinato del arzobispo Arnold de Selenhofen. Las fortificaciones habían sido demolidas, pero Conrado les reconstruyó y renovó la Catedral de Maguncia. La Dieta de Pentecostés de 1184 en Maarau, llamada el "festín más grande de la Edad Media", también fue obra suya.
En abril o mayo de 1187, Conrado convenció a sus colegas obispos, en la Dieta de Gelnhausen, de que apoyaran la causa del emperador en contra de Roma. En marzo de 1188, se reunió la curia en Maguncia y se anunció la Tercera Cruzada. Conrado se puso al frente de un ejército que participó en la Cruzada de 1197, el mismo año en que murió el Emperador Enrique IV, partiendo el 17 de abril de 1197.
Conrado, con los otros príncipes imperiales, había elegido como rey al hijo de Enrique, Federico, en 1196. Mientras Conrado estaba en Tierra Santa como legado de Celestino III, intervino en la sucesión de Antioquía, apoyando a Raimundo Rubén como sucesor de Bohemundo III frente a Bohemundo IV. El 6 de enero de 1199, Conrado coronó, con autorización del papa, a León II, Señor de las Montañas, Rey de Armenia vasallo del Sacro Imperio. Ese mismo año regresó con nuevos poderes otorgados por el papa Inocencio III y consiguió un armisticio en abril de 1200 entre las facciones de Hohenstaufen y Welf.
Como Cardenal Obispo de Sabina, firmó las bulas papales emitidas entre el 18 de marzo de 1166 y el 6 de noviembre de 1199. Después de la elección del cardenal Ubaldo Allucingoli como Lucio III en 1181, pasó a ser el nuevo decano del Colegio Cardenalicio.
Murió en el camino de Núremberg a Wurzburgo en Rietfeld o Riedfeld, cerca de Neustadt a orillas del Aisch, cuando regresaba del Reino de Hungría a comienzos de octubre, tras lograr la reconciliación de Emerico de Hungría y Andrés II de Hungría. Fue enterrado en la catedral de Maguncia.